# Пальцовка
Пальцовка — деревня в Лаишевском районе Татарстана. Входит в состав Егорьевского сельского поселения.

## География
Находится в западной части Татарстана на расстоянии приблизительно 15 км по прямой на север-северо-запад от районного центра города Лаишево.

## История
Основана в начале ХХ в. Со времени основания входила в Державинскую волость Лаишевского уезда Казанской губернии. С 1920 г. в составе Лаишевского кантона ТАССР. С 14 февраля 1927 г. – в Лаишевском, с 1 февраля 1963 г. – в Пестречинском, с 12 января 1965 г. в Лаишевском районах.
Ныне в составе Егорьевского сельского поселения.

## Население
Постоянных жителей было: В 1920 г. – 116,
1926 г. – 144,
1938 г. – 60,
1949 г. – 57,
1958 г. – 272,
1970 г. – 229,
1979 г. – 138,
1989 г. – 57,
2002 г. – 96,
2010 г. – 77,
2017 г. – 79 человек (русские – 54%, татары – 45%).